# آبشار فدامی
آبشار فدامی ، یکی آبشارهای استان فارس است که در شهر فدامی، شهرستان داراب واقع شده‌است. فاصله این آبشار از مرکز استان فارس ۳۸۰ کیلومتر است که در آخرین نقطه جنوب شرقی فارس در مسیر بندرعباس واقع شده‌است.
آبشارهای شور و شیرین فدامی در هشت کیلومتری شمال غربی شهر فدامی و در فاصله ۱۳۵ کیلومتری جنوب شرقی شهر داراب واقع شده‌است.
عرض آبشار شیرین فدامی در گذشته به ۸۰۰ متر می‌رسید و عریض‌ترین آبشار طبیعی ایران محسوب می‌شد ولی به دلیل خشک‌سالی و استفاده بی‌رویه کشاورزان بالادست اکنون به ۲۰۰ متر رسیده‌است. ارتفاع آبشار شیرین بین ۱۲ تا ۲۰ متر و ارتفاع آن از سطح دریا ۹۰۰ متر است. رودخانه دائمی ایجاد شده از آبشارهای فدامی حدود دو هزار هکتار از نخیلات پایین دست را آبیاری می‌کند.
یکی از وی‍ژگی‌های آبشار فدامی وجود چهار نوع آب شور و شیرین و سرد و گرم است که در فاصله ۲۰ متری آبشار شیرین با هم مخلوط می‌شوند و استخر طبیعی زیبایی را پدیدمی‌آورند.
از ویژگی‌های دیگر این آبشار این است که در زمستان آب آن گرم و در تابستان سرد است.
ارتفاع آبشار شور فدامی که در بالادست آبشار شیرین واقع شده ۱۰ تا ۱۵ متر است. سرچشمه آبشار شور فدامی در ۵۰۰ متری آن است و وجود نخل‌های خودرو در کنار آبشار شور به زیبایی آن افزوده‌است.